# Zhang Zhilei
Zhang Zhilei (født 2. maj 1983 i Henan) er en kinesisk amatørbokser, som konkurrerer i vægtklassen super-sværvægt. 
Zhileis største internationale resultater er en sølvmedalje fra Sommer-OL 2008 i Beijing, Kina, og to bronzemedaljer fra VM i 2007 i Chicago, USA og VM i 2009 i Milano, Italien. Han repræsenterede Kina under Sommer-OL 2008 hvor han vandt en sølvmedalje efter Roberto Cammarelle fra Italien.